# Houstonia procumbens
 (septembre 2021).
Si vous disposez d'ouvrages ou d'articles de référence ou si vous connaissez des sites web de qualité traitant du thème abordé ici, merci de compléter l'article en donnant les références utiles à sa vérifiabilité et en les liant à la section « Notes et références ».
Espèce
Houstonia procumbens est une espèce de plantes vivaces de la famille des Rubiaceae. Elle est originaire du Sud-Est des États-Unis : Louisiane, Mississippi, Alabama, Géorgie, Floride et Caroline du Sud. 